# الحدبة (شبام)

'

تعديل مصدري - تعديل

الحدبة هي إحدى قرى عزلة شبام بمديرية شبام التابعة لمحافظة حضرموت، بلغ تعداد سكانها 105 نسمة حسب تعداد اليمن لعام 2004.